# Five Points Gang

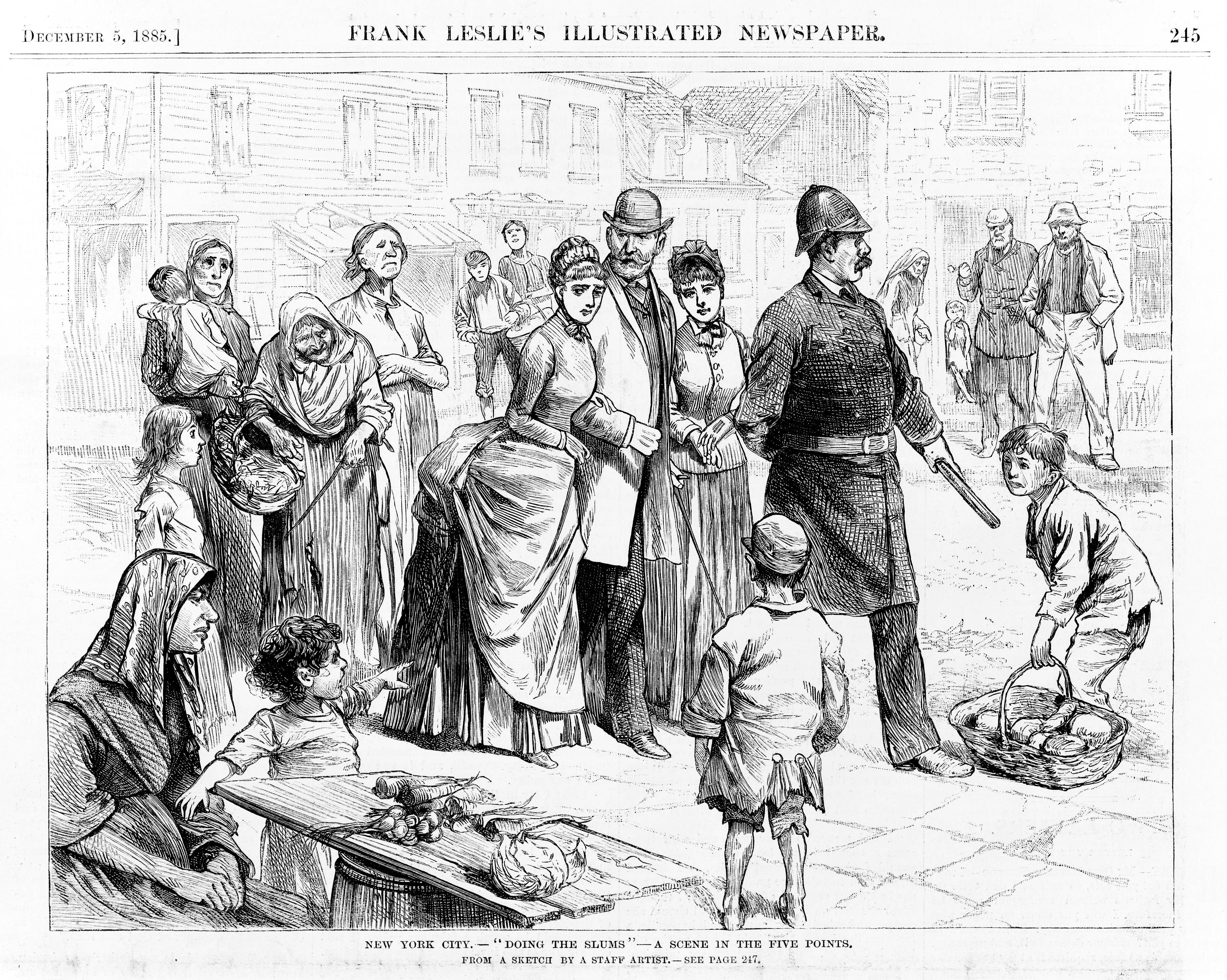
Un poliziotto scorta un gruppo di persone benestanti attraverso i Five Points in una stampa del 1885

La Five Points Gang era un'organizzazione criminale del XIX secolo con sede nella zona di New York detta The Five Points.

## I Five Points
A Manhattan, il punto in cui convergevano cinque strade, rispettivamente Anthony (oggi Worth), Orange (oggi Baxter), Mulberry (che mantiene il nome), Cross (oggi Mosco/Park) e Little Water (oggi scomparsa), divenne famoso col nome di "The Five Points".
Quest'area tra Broadway e Bowery costituisce la parte nord del centro della città. Dagli anni intorno al 1820 per questo quartiere cominciò un lento degrado fisico e sociale, tanto da venire considerato come la zona dei bassifondi cittadini. La cattiva reputazione del quartiere veniva incrementata dalla diffusa presenza di ritrovi per giocatori d'azzardo e dalle "case di tolleranza". Come tutti i quartieri malfamati la località era nota per la sua pericolosità; soprattutto di notte aggressioni e rapine erano una triste costante.
All'epoca quest'area era talmente famigerata che lo stesso Abraham Lincoln, nel 1860, decise di visitarla prima del suo Cooper Union Address.
Nel 1842 Charles Dickens visitò l'area rimanendo inorridito dalle tremende condizioni di vita del luogo. Fu in questo decennio che sorse un movimento, sorretto da vari gruppi ecclesiastici, che aveva lo scopo di aiutare gli abitanti dei Five Points.

## Origini
Dal 1870 un'ondata di immigranti irlandesi, italiani ed ebrei si stabilì nella zona. Le dure condizioni di vita e di inserimento favorirono il formarsi di bande criminali che iniziarono a lottare per il controllo del denaro derivante da attività illecite. Bande come i Whyos, che sostituirono i Dead Rabbits, erano composte principalmente da irlandesi e lottavano soprattutto contro le bande ebree come la Eastman Gang. Gli immigranti italiani criminali come Paolo Antonio Vaccarelli, conosciuto anche come Paul Kelly, formarono la cosiddetta Italian Five Points Gang. Questo gruppo sarebbe diventato la più importante banda di strada della storia americana e avrebbe cambiato il modo di operare della malavita in America.

## L'ascesa ed il conflitto con gli Eastman
Quando la Five Points Gang acquisì esperienza e maggiore organizzazione, Kelly ed i suoi luogotenenti si resero conto di poter trarre profitto dalla corruzione dei politici; minacciando gli elettori e falsificando le liste riuscirono ad aiutare il pubblico ufficiale Tammany Hall a ottenere la carica; questa divenne una costante nelle attività della varie bande americane.
Alla fine del secolo l'unico vero rivale dei Five Pointers era la banda dei Monk Eastmans. Nel 1901 un Five Pointer sparò ad un Eastman nello stomaco, ma questo sopravvisse. Ben presto un Five Pointer fu ucciso da un membro degli Eastman. Dal 1903 la faida peggiorò e divenne una vera guerra tra bande. Durante una vera e propria battaglia durata diverse ore, persino i poliziotti non poterono intervenire e furono costretti a ritirarsi. Tre uomini morirono e molti altri rimasero feriti. Quando la polizia prese il controllo della situazione Monk Eastman fu arrestato ma rimase in cella solo poche ore.
Il fatto ebbe dei risvolti politici; il deputato Tom Foley convocò Kelly e Eastman e li informò che nessuno dei due avrebbe più ricevuto protezione politica se non avessero risolto i loro dissidi in maniera meno plateale e pericolosa. I due leader raggiunsero un accordo che però sarebbe durato solo due mesi. Per porre nuovamente fine alla guerra, fu deciso che i due leader si affrontassero in un incontro di boxe. Da questo incontro sarebbe scaturito quale delle due bande avrebbe ottenuto il controllo del territorio disputato.
Eastman e Kelly combatterono per più di due ore: Kelly da giovane era stato un pugile e poteva contare su una base tecnica, ma Eastman era più robusto: l'incontro si concluse con un pareggio e la guerra non finì. Nel 1904 Eastman fu arrestato e condannato a dieci anni da scontare nella prigione di Sing Sing. Quando il suo successore Max Zweifach fu assassinato nel 1908 da membri della banda dei Five Points, la banda Eastman cominciò a sgretolarsi.

## Gli ultimi anni
Durante gli ultimi anni della banda, il secondo in comando di Kelly, Johnny Torrio, avrebbe partecipato alla creazione di un sindacato criminale negli Stati Uniti. Kelly e Torrio reclutarono i membri più brutali di altre bande di New York per infoltire l'organizzazione Five Points. Dalla James Street Gang giunse Al Capone, che sarebbe diventato uno dei più noti criminali dello stato. Fu Johnny Torrio che invitò Capone ad aiutarlo nel racket che aveva stabilito a Chicago. Anche l'uomo che sarebbe diventato il più potente criminale dello stato, Charles "Lucky" Luciano, si unì al gruppo dei Five Points.
Paul Kelly sopravvisse ad un attentato, una sparatoria in un night club, durante il quale fu colpito da tre colpi sparati dai suoi stessi luogotenenti, James T. "Biff" Ellison e Pat "Razor" Riley. Pressioni dalla Tammany Hall, tuttavia, lo forzarono a mantenere un profilo basso dopo questo incidente. Morì per cause naturali nel 1936.
Dopo il rilascio del 1909, Monk Eastman non riuscì a riacquistare le leadership dell'organizzazione criminale da lui avviata e continuò la sua vita come un piccolo criminale tornando diverse volte in prigione. A 44 anni Eastman si unì all'esercito combattendo e mettendosi in risalto nella prima guerra mondiale. Nel 1920 venne colpito a morte da un agente durante il Proibizionismo. Il suo funerale ebbe tutti gli onori militari.
Le attività criminali della banda dei Five Points furono rilevate dalla Mafia che si stava imponendo come maggiore organizzazione. I principali Five Pointer come Torrio, Capone e Luciano acquisirono sempre maggiore notorietà e potere.
Nella Five Point Gang compì le sue prime esperienze criminali il gangster, originario di Napoli, Carlo Campanella.

## Filmografia
- Gangs of New York (2002) di Martin Scorsese
- L'alienista (2016) – serie TV